# Kanton Aulnoye-Aymeries
Kanton Aulnoye-Aymeries (francouzsky Canton d'Aulnoye-Aymeries) je francouzský kanton v departementu Nord v regionu Hauts-de-France. Tvoří ho 39 obcí. Zřízen byl v roce 2015.

## Obce kantonu
| - Amfroipret - Audignies - Aulnoye-Aymeries - Bachant - Bavay - Bellignies - Berlaimont - Bermeries - Bettrechies - Boussières-sur-Sambre - Bry - Écuélin - Eth - Feignies - La Flamengrie - Frasnoy - Gommegnies - Gussignies - Hargnies - Hon-Hergies | - Houdain-lez-Bavay - Jenlain - Leval - La Longueville - Mecquignies - Monceau-Saint-Waast - Neuf-Mesnil - Noyelles-sur-Sambre - Obies - Pont-sur-Sambre - Preux-au-Sart - Saint-Remy-Chaussée - Saint-Waast - Sassegnies - Taisnières-sur-Hon - Vieux-Mesnil - Villereau - Wargnies-le-Grand - Wargnies-le-Petit |